# Кауфер, Ирен
Ирен Кауфер (26 февраля 1950, Краков — 5 ноября 2022, Брюссель или Брюссель, Брюссель) — бельгийская писательница польского происхождения, феминистка, активистка ЛГБТК+ и профсоюзный деятель.

## Биография
Кауфер родилась в Кракове 26 февраля 1950 года в семье евреев, спасшихся от Холокоста. Семья переехала в Брюссель в 1958 году. В 1968 году она изучала психологию в Свободном университете Брюсселя. 11 ноября 1972 года она приняла участие в «Дне женщин» в Брюсселе, положившем начало её феминистской деятельности.
Как член лесбийского сообщества, она начала свою активную деятельность в группе Biches Sauvages, которая позже была переименована в Homo-L. Принимала участие в основании женского дома на улице дю Меридиен, 79 в Сен-Жосс-тен-Ноде.
Проработав большую часть своей карьеры в компании по торговле культурными объектами, Кауфер закончила карьеру менеджером проекта в Garance, некоммерческой организации, занимающейся предотвращением гендерного насилия и продвижением феминистской самообороны. Она регулярно сотрудничала с феминистским журналом Axelle, а иногда и с другими изданиями.
Ирен Кауфер умерла в Брюсселе 5 ноября 2022 года в возрасте 72 лет.